# Антигіпотензивний засіб
Антигіпотензивний засіб, також відомий як вазопресор, — це агент, який підвищує артеріальний тиск шляхом звуження кровоносних судин, тим самим збільшуючи системний судинний опір. Його дія відрізняється від дії інотропу, який збільшує силу серцевого скорочення. Деякі речовини виконують обидві функції (наприклад, дофамін, добутамін).
Якщо низький артеріальний тиск спричинений крововтратою, то засоби, що збільшують об'єм крові — плазмозамінні розчини, такі як колоїдні та кристалоїдні розчини — підвищують артеріальний тиск без будь-якої прямої вазопресорної дії.

## Класифікація
Антигіпотензивні засоби можна класифікувати таким чином:
- Симпатоміметики
  - Адреналін
  - Норадреналін
  - Фенілефрин
  - Добутамін
  - Допексамін
  - Ефедрин
  - Мідодрин
  - Амезиніум
  - Метарамінол
- Вазопресин
- Ангіотензинамід
- Похідні S-алкілізотіоуроніуму
  - Дифетур
  - Ізотурон
- Глюкокортикоїди і мінералокортикоїди
  - Гідрокортизон
  - Преднізон, преднізолон
  - Дексаметазон, бетаметазон
  - Флудрокортизон
- Позитивні інотропи
  - Серцеві глікозиди
    - Строфантин К
    - Конвалатоксин
    - Дигоксин

  - Інгібітори ФДЕ3
    - Амрінон
    - Еноксімон
    - Мілринон

  - Левосимендан